# Gradišče pri Divači
Gradišče pri Divači este o localitate din comuna Divača, Slovenia, cu o populație de 17 locuitori.